# 夜のストレンジャー (フランク・シナトラのアルバム)
『夜のストレンジャー』（よるのストレンジャー、Strangers in the Night）は、フランク・シナトラの1966年のスタジオ・アルバム。このアルバムは、1960年代半ばに、シナトラがポップ・アルバムのチャートである Billboard 200 の首位に返り咲いたアルバムであり、1966年から始まったシナトラのカムバックを確固たるものとした。ポップ・ヒット曲を、ショーの楽曲やスタンダード曲と結びつけたこのアルバムは、ビッグバンドとポップ系の楽器演奏の間のバランスを創造した。シングル「夜のストレンジャー」も Billboard Hot 100 の首位に立ったが、収録曲のひとつ「サマー・ウィンド (Summer Wind)」は、徐々に定着してゆきクラシック的作品となり、2000年代にはテレビのコマーシャルや雰囲気作りの音楽などとして用いられるようになった。
1966年の音楽を対象とした1967年の第9回グラミー賞で、シナトラはこのアルバムにおける成果から、タイトル曲「夜のストレンジャー」に対して、 最優秀レコード賞と最優秀男性ポップ・ヴォーカル・パフォーマンス賞と、2つのグラミー賞を手にした。このグラミー賞でシナトラは、アルバム『ア・マン・アンド・ヒズ・ ミュージック (A Man and His Music)』で、 最優秀アルバム賞を受賞した。タイトル曲の編曲をしたアーニー・フリーマンは、最優秀ヴォーカリストないしインストゥルメンタリスト伴奏編曲賞を受賞した。
このアルバムは、シナトラが長年にわたって組んでいた編曲者/指揮者であったネルソン・リドルとその楽団と一緒に吹き込んだ最後のアルバムとなった。
『夜のストレンジャー』は、アメリカ合衆国で100万枚を売り上げ、プラチナ・アルバムに認定された。クリスマス・アルバムを別にすれば、今日までプラチナに達したシナトラのソロのスタジオ・アルバムは他にない。
このアルバムはまた、2010年1月26日に「デラックス・エディション」として再発売された。ボーナス・トラック3曲も収録されており、うち「夜のストレンジャー」と「オール・オア・ナッシング・アット・オール (All or Nothing at All)」の2曲は1985年の日本武道館でのライブ演奏であり、もう1曲は「イエス・サー、ザッツ・マイ・ベイビー (Yes Sir, That's My Baby)」の別テイクである。
この2010年のバージョンでは、音声チャンネルの左右が逆転されている。
| 専門評論家によるレビュー         | 専門評論家によるレビュー |
| レビュー・スコア                 | レビュー・スコア         |
| 出典                             | 評価                     |
| -------------------------------- | ------------------------ |
| AllMusic（1966年のオリジナル盤） | link                     |

| 専門評論家によるレビュー   | 専門評論家によるレビュー |
| レビュー・スコア           | レビュー・スコア         |
| 出典                       | 評価                     |
| -------------------------- | ------------------------ |
| AllMusic（2010年の再発盤） | link                     |

## 収録曲
Side 1
1. 夜のストレンジャー (Strangers in the Night)（ベルト・ケンプフェルト、チャールズ・シングルトン（英語版）、エディー・スナイダー（英語版））– 2:25
2. サマー・ウィンド (Summer Wind)（ハインツ・マイアー (Heinz Meier)、ハンス・ブラトケ（ドイツ語版）、ジョニー・マーサー) – 2:53
3. オール・オア・ナッシング・アット・オール (All or Nothing at All)（アーサー・アルトマン（英語版）、ジャック・ローレンス）– 3:57
4. コール・ミー (Call Me)（トニー・ハッチ（英語版））- 3:07
5. ユーアー・ドライヴィング・ミー・クレイジー (You're Driving Me Crazy!)（ウォルター・ドナルドソン）– 2:15

Side 2
1. 晴れた日に永遠が見える (On a Clear Day (You Can See Forever))（アラン・ジェイ・ラーナー、バートン・レイン（英語版）) – 3:17
2. マイ・ベイビー・ジャスト・ケアズ・フォー・ミー (My Baby Just Cares for Me"（ウォルター・ドナルドソン、ガス・カーン）– 2:30
3. 恋のダウンタウン (Downtown)（トニー・ハッチ）– 2:14
4. イエス・サー、ザッツ・マイ・ベイビー (Yes Sir, That's My Baby)（ウォルター・ドナルドソン、ガス・カーン）– 2:08
5. ザ・モースト・ビューティフル・ガール・イン・ザ・ワールド (The Most Beautiful Girl in the World)（(リチャード・ロジャース、ローレンツ・ハート）– 2:24

### 2010年再発盤のみのボーナス・トラック
1. 夜のストレンジャー - 2:14（1985年4月18日、日本武道館でのライブ）
2. オール・オア・ナッシング・アット・オール（別テイク）- 3:40（1985年4月18日、日本武道館でのライブ）
3. イエス・サー、ザッツ・マイ・ベイビー（別テイク）- 2:17

## チャート
| 年   | チャート                             | 最高位 |
| ---- | ------------------------------------ | ------ |
| 1966 | Billboard Pop Albums (Billboard 200) | 1      |

## パーソネル
- フランク・シナトラ - ボーカル
- ネルソン・リドル - 編曲、指揮
- グレン・キャンベル - ギター
- ハル・ブレイン - ドラムズ
- レオン・ラッセル - ピアノ
- アーニー・フリーマン - トラック1「夜のストレンジャー」編曲
- ネルソン・リドル楽団

| 先代 ハーブ・アルパート&ザ・ティファナ・ブラス 『What Now My Love』 | Billboard 200 首位アルバム 1966年7月23日 - 29日 | 次代 ビートルズ 『イエスタデイ・アンド・トゥデイ』 |